# Mýflug
Mýflug/Myflug Air (названная по имени озера Миватн в северной части Исландии) — небольшая исландская авиакомпания со штаб-квартирой в аэропорту Акюрейри, осуществляющая чартерные перевозки внутри страны и в Гренландии, а также работающая в роли санитарной авиации. Основана в 1985 году.
В настоящее время авиакомпания эксплуатирует три типа самолётов — Beechcraft Super King Air, Piper Chieftain и Cessna 206.
Портом приписки перевозчика является аэропорт Акюрейри.

## Флот
В ноябре 2013 года воздушный флот авиакомпании составляли следующие самолёты:
- Beechcraft Super King Air — 2 ед.
- Piper Chieftain — 1 ед.
- Cessna 206 — 2 ед.

## Авиапроисшествия и инциденты
- 5 августа 2013 года. Самолёт Beechcraft King Air B200 (регистрационный TF-MYX), разбился при посадке на полосу торможения (гоночный трек) в Акюрейри. На борту находились два пилота и фельдшер, выжил только второй пилот.